# Exorista longisquama
Exorista longisquama là một loài ruồi trong họ Tachinidae.